# 정즈웨이 (대만의 연예인)
정즈웨이(중국어 정체자: 鄭志偉, 병음: Zhèng Zhìwěi, 한자음: 정지위, Cheng Chih-Wei, 1969년 10월 18일 ~ )는 대만의 연예인, 감독, 연극 프로듀서이다.

## 방송
- 상혼
- 애애내함광
- 정의적산법
- 주공적인